# ليكيون (رودوبي)

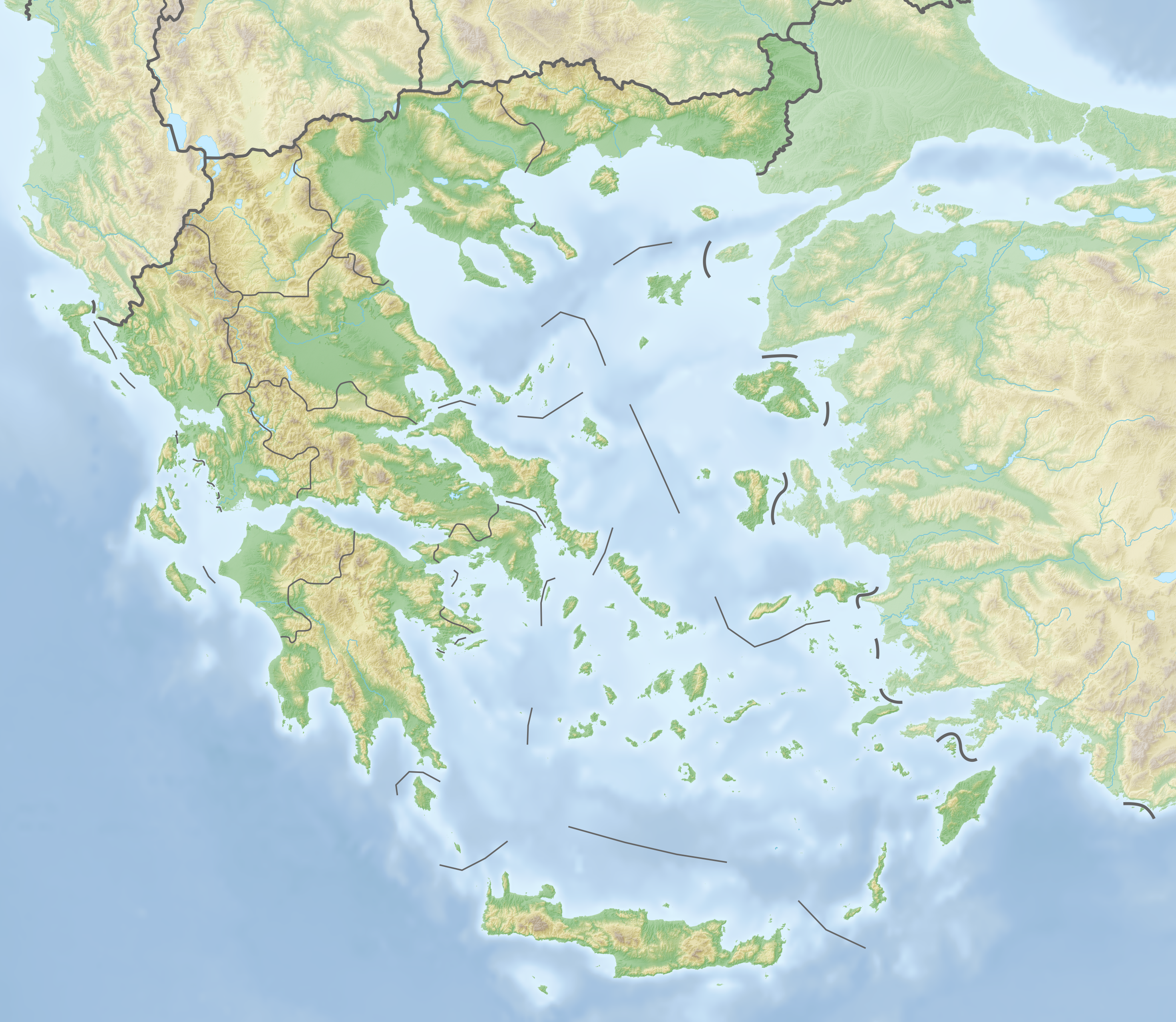

ليكيون (Λύκειον) هي مدينة في رودوبي في مقاطعة فوريا إلادا في اليونان.